# Clarice Taylor
Clarice Taylor (contea di Buckingham, 20 settembre 1917 – Englewood, 30 maggio 2011) è stata un'attrice statunitense.
È conosciuta principalmente per aver interpretato il ruolo ricorrente di Anna Robinson, madre di Cliff Robinson (Bill Cosby), nella serie televisiva I Robinson. Questa parte le valse una nomination agli Emmy Award nel 1986.

## Biografia e carriera
Nata nella contea di Buckingham in Virginia da Leon B. Taylor e Ophelia Booker, crebbe nel quartiere di Harlem, a New York. Iniziò a lavorare in teatro in un periodo in cui vi erano poche opportunità per gli attori afroamericani. Per potersi mantenere seguì le orme del padre, andando così a lavorare in un ufficio postale. Una volta essere riuscita a sfondare come attrice negli anni '60, fu una dei membri della compagnia teatrale Negro Ensemble Company, tutt'oggi attiva con sede all'East Village in St. Marks Place.
È morta novantatreenne nel maggio 2011 nella sua casa di Englewood, nello Stato del New Jersey, a causa di un'insufficienza cardiaca congestizia.

## Filmografia

### Cinema
- Change of Mind, regia di Robert Stevens (1969)
- Dimmi che mi ami, Junie Moon (Tell Me That You Love Me), regia di Otto Preminger (1970)
- Brivido nella notte (Play Misty for Me), regia di Clint Eastwood (1971)
- Ma che razza di amici! (Such Good Friends), regia di Otto Preminger (1971)
- Five on the Black Hand Side, regia di Oscar Williams (1973)
- The Torture of Mothers, regia di Woodie King. Jr. (1980)
- Niente dura per sempre (Nothing Lasts Forever), regia di Tom Schiller (1984)
- Sommersby, regia di Jon Amiel (1993)
- Smoke, regia di Paul Auster, Wayne Wang (1995)
- History of the World in Eight Minutes, regia di Lauren-Paul Caplin (1998) - corto

### Televisione
- Ironside - serie TV, 1 episodio (1973)
- Sanford and Son - serie TV, 1 episodio (1974)
- Wedding Band, regia di Joseph Papp - film TV (1974)
- The Wiz, regia di Susan Simmons - video (1978)
- Beulah Land - miniserie TV, 3 episodi (1980)
- Purlie, regia di Rudi Goldman - film TV (1981)
- Mary Benjamin - serie TV, 1 episodio (1981)
- I Robinson (The Cosby Show) - serie TV, 19 episodi (1985-1992)
- Lady Blue - serie TV, 1 episodio (1985)
- Spenser (Spenser: For Hire) - serie TV, 1 episodio (1986)
- Sesamo apriti (Sesame Street) - serie TV, 1 episodio (1989)
- Due South: due poliziotti a Chicago (Due South) - serie TV, 1 episodio (1995)

## Teatro
- The Wiz (1975)